# Sobór Trójcy Świętej w Sybinie

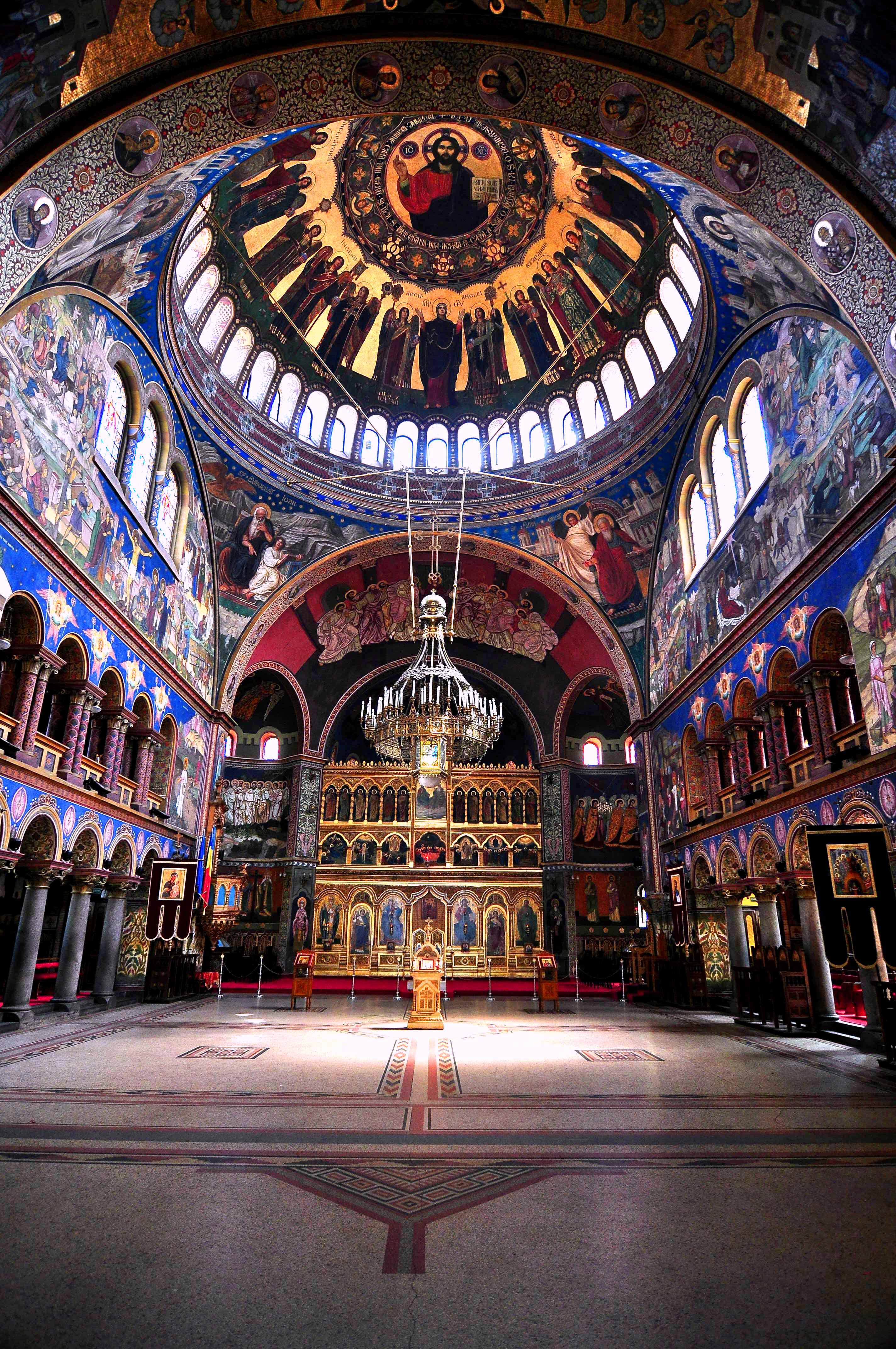
Wnętrze soboru

Sobór Trójcy Świętej (rum. Hram Sfânta Treime) – prawosławny sobór w Sybinie, katedra archieparchii Sybinu oraz metropolii siedmiogrodzkiej Rumuńskiego Kościoła Prawosławnego.

## Historia
Jako pierwszy z koncepcją budowy rumuńskiej katedry prawosławnej w Sybinie wystąpił metropolita siedmiogrodzki Andrzej. On też rozpoczął zbiórkę funduszy na jej budowę, w której wziął udział cesarz Franciszek Józef, przekazując na ten cel 1000 guldenów. W zamyśle metropolity Andrzeja wznoszona cerkiew miała być „matką wszystkich cerkwi w metropolii [siedmiogrodzkiej]”. Zbiórka funduszy nie postępowała jednak dostatecznie szybko i inicjator przedsięwzięcia nie dożył jego ukończenia. Budowę cerkwi podjęto dopiero w okresie sprawowania urzędu metropolity siedmiogrodzkiego przez Jana (Mețianu), w 1902.
Projekt świątyni został wybrany w drodze konkursu, w którym brali udział architekci węgierscy, austriaccy i czterech autorów narodowości rumuńskiej. Zwycięstwo odniósł plan przedstawiony przez Virgila Nagy, profesora Politechniki Budapeszteńskiej, i Josifa Kommera, następnie nieznacznie zmodyfikowany. Autorzy projektu przyjęli za wzorzec konstantynopolitańską świątynię Mądrości Bożej, inspirowali się także lokalną architekturą siedmiogrodzką, w szczególności okresu baroku. Obiekt wzniesiono na miejscu starszej prawosławnej świątyni użytkowanej przez miejscową społeczność grecką, z której wyniesiono wcześniej cztery ikony, umieszczone w prezbiterium nowego soboru.
Ceremonia położenia kamienia węgielnego miała miejsce w dniu urodzin Franciszka Józefa 18 sierpnia 1902. Pracami budowlanymi kierował Josif Schussing, inżynier miejski. Bryłę budynku ukończono już w 1904, w tym też roku do soboru przekazano cztery dzwony odlane w Sopronie przez zakład Friederica Seltenhofera. Freski w kopule cerkwi (Chrystus w otoczeniu czterech Ewangelistów, w oryginalnym stylu neobizantyjskim z elementami lokalnymi) wykonał Octavian Smigelschi. Malowidła w pomieszczeniu ołtarzowym wykonał Anastasie Demian, zaś w innych częściach cerkwi – Iosif Keber. Mozaiki na elewacji budowli wykonano według rysunków Ludovica Kandlera. Ikonostas i tron biskupi na górnym miejscu powstały w pracowni Babica w Bukareszcie. Gotową budowlę poświęcił 13 maja 1906 metropolita siedmiogrodzki Jan w asyście biskupa Aradu Jana i innych przedstawicieli duchowieństwa parafialnego i zakonnego.
Wymiary świątyni to 53,1 metrów długości, 25,4 szerokości, 34,7 wysokości kopuły oraz 43 i 45 metrów wysokości wież.